# Cianohidrina

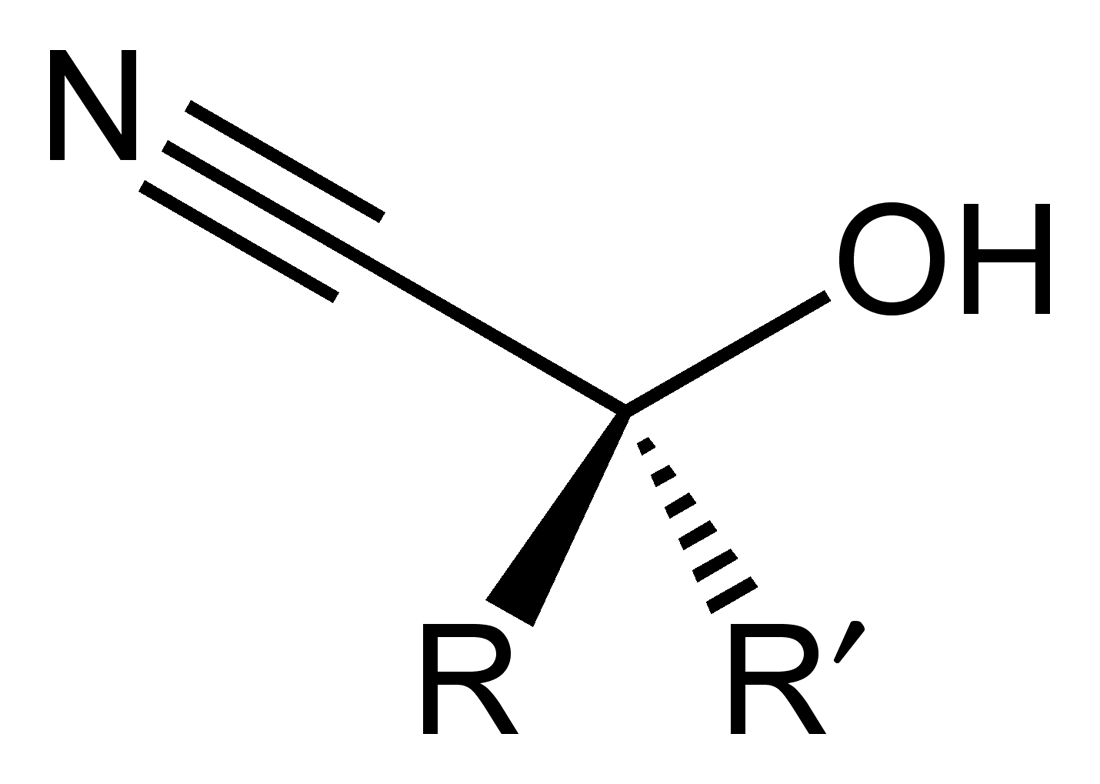
Estructura general de una cianohidrina.

En química orgánica, una cianohidrina, también llamada cianhidrina, es un grupo funcional encontrado en compuestos orgánicos. Las cianohidrinas tienen la fórmula R2C(OH)CN, donde R es H, alquilo, o arilo. Las cianohidrinas son importantes precursores industriales de los ácidos carboxílicos y algunos aminoácidos. Las cianohidrinas pueden ser formadas por la reacción de cianohidrina, que involucra el tratamiento de una cetona o un aldehído con cianuro de hidrógeno (HCN), con cianuro de sodio (NaCN) como catalizador:
RR’C=O + HCN → RR’C(OH)CN
En esta reacción, el ion nucleófilo CN− ataca al carbono electrófilo del carbonilo en la cetona, seguido por la protonación por el HCN, con lo que se regenera el anión cianuro. Las cianohidrinas también son preparadas por desplazamiento de sulfito por sales de cianuro:
Las cianohidrinas son intermediarios en la síntesis de aminoácidos de Strecker.

## Cianohidrinas de acetona
La cianohidrina de acetona, (CH3)2C(OH)CN, es generada como un intermediario en la producción industrial del metacrilato de metilo. En el laboratorio, este líquido sirve como una fuente de HCN, que es inconvenientemente volátil. En consecuencia, la cianohidrina de acetona puede ser utilizada para la preparación de otras cianohidrinas, para liberar HCN a los aceptores de Michael, y para la formilación de arenos. El tratamiento de esta cianohidrina con hidruro de litio produce el cianuro de litio anhidro:

## Otras cianohidrinas
El mandelonitrilo, con fórmula C6H5CH(OH)CN, está presente en pequeñas cantidades en algunas frutas. Se conocen glicósidos cianogénicos relacionados, como la amigdalina.
El glicolonitrilo, también llamado hidroxiacetonitrilo o cianohidrina del formaldehído (CAS#107-16-4), es el compuesto orgánico con fórmula HOCH2CN. Es la cianohidrina más simple, derivando del formaldehído.
|                |                            |                |
| glicolonitrilo | cianohidrina de la acetona | mandelonitrilo |